# Xanca menuda de mitjalluna
La xanca menuda de mitjalluna (Grallaricula lineifrons) és una espècie d'ocell de la família dels gral·làrids (Grallariidae).

## Hàbitat i distribució
Habita el sotabosc de la selva pluvial dels Andes, del sud-oest de Colòmbia i nord-est de l'Equador.